# Hylliebadet

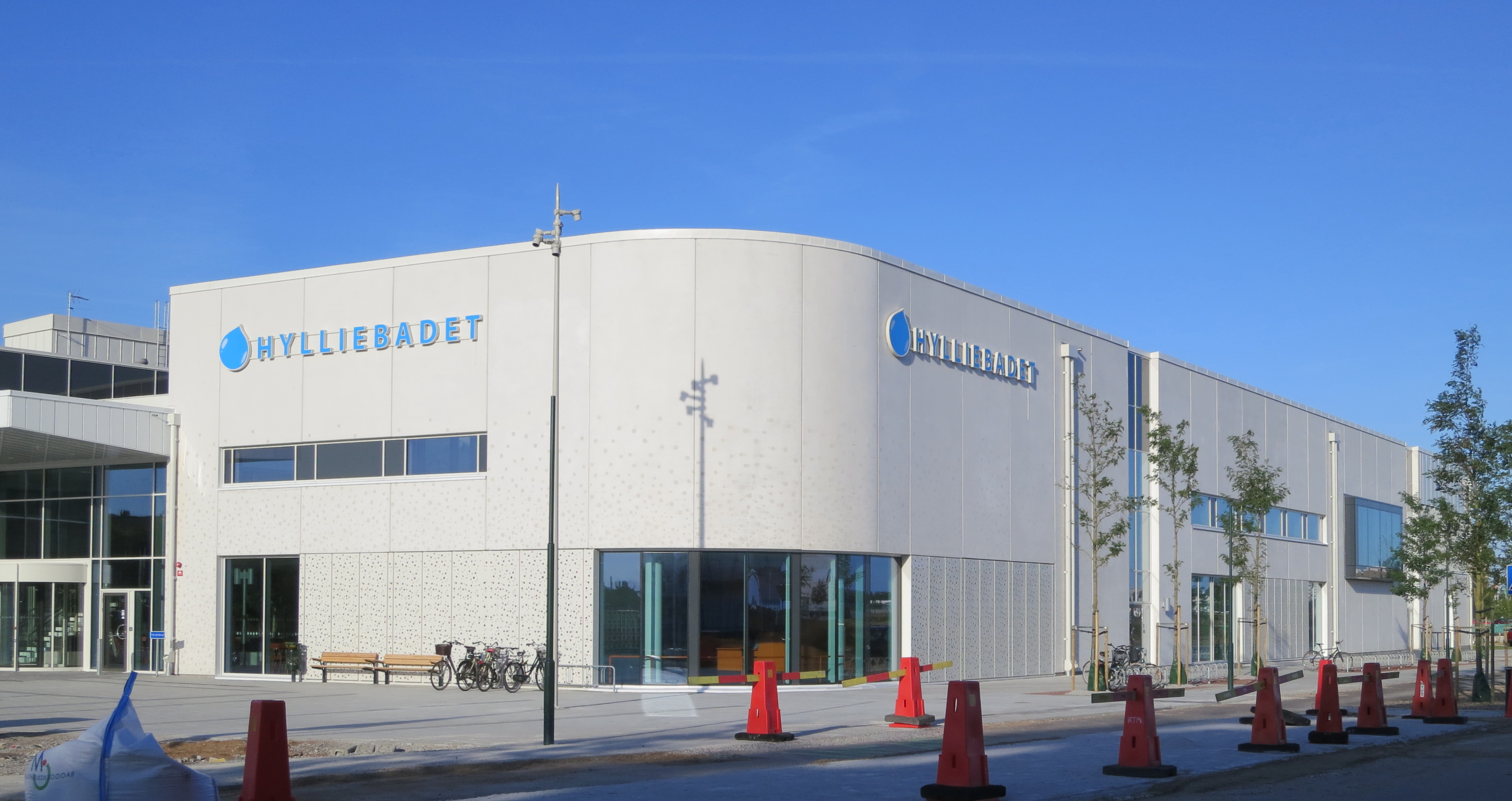
Hylliebadet, August 2015

Hylliebadet ist das größte öffentliche Hallenbad der Gemeinde Malmö in Schweden. Es wurde am 15. August 2015 eröffnet.
Neben einem 50-Meter-Becken gibt es zwei Nichtschwimmerbecken, einen Familienbereich, zwei Rutschen und eine Entspannungszone mit Sauna, Warm- und Kaltwasserbecken und einem Außenbecken. Es gibt auch einen Fitnessbereich.
Das Hallenbad ist, mit unter anderem 700 m² Solarmodule auf dem Dach und energieeffizientem Bauen, energieautark. Der Bau wurde vom Architekturbüro PP Arkitekter entworfen und von NCC gebaut.